# Бисопролол
Бисопролол — β-адреноблокирующее средство, широко применяющееся в кардиологической практике. Показаниями для назначения бисопролола являются артериальная гипертензия, ишемическая болезнь сердца, сердечная недостаточность, нарушения сердечного ритма. Бисопролол входит в «Перечень важнейших лекарств ВОЗ», необходимых для базовой системы здравоохранения.
Идея селективной β1-адреноблокады возникла после открытия в 1967 году двух подтипов адренорецепторов: b1-адренорецепторы и b2-адренорецепторы. Бисопролол принадлежит к группе селективных β1-адреноблокаторов. Среди известных сегодня селективных β1-адреноблокаторов он характеризируется высокой селективностью и силой действия.

## Фармакологическое действие
Оказывает гипотензивное, антиаритмическое, антиангинальное действие. В терапевтических дозах не обладает внутренней симпатомиметической активностью и клинически значимыми мембраностабилизирующими свойствами.
Блокируя β1-адренорецепторы сердца, уменьшая стимулированное катехоламинами образование цАМФ из АТФ, снижает внутриклеточный ток ионов Ca2+, урежает частоту сердечных сокращений (ЧСС), угнетает проводимость, снижает сократимость миокарда. При увеличении дозы оказывает β2-адреноблокирующее действие. В первые 24 ч после назначения уменьшает сердечный выброс, повышает ОПСС, которое через 1—3 сут возвращается к исходному.
Антиангинальный эффект обусловлен уменьшением потребности миокарда в кислороде в результате урежения ЧСС и снижения сократимости, удлинением диастолы, улучшением перфузии миокарда.
Антиаритмический эффект определяется угнетающим действием на аритмогенные факторы; угнетает проведение импульса в антеградном и, в меньшей степени, в ретроградном направлениях через AV узел и по дополнительным путям.
Гипотензивное действие обусловлено также уменьшением активности ренин-ангиотензиновой системы (прямо не коррелирует с изменением активности ренина в плазме).
В терапевтических дозах не оказывает кардиодепрессивного действия, не влияет на обмен глюкозы и не вызывает задержки ионов натрия в организме.
Максимальное действие развивается через 1—3 часа после приема внутрь и продолжается в течение 24 часов.

### Фармакокинетика
Абсорбция — 80—90 %, приём пищи не влияет на абсорбцию, время достижения Cmax — 2—4 ч, связь с белками — 26—33 %, биотрансформация в печени, T1/2 — 9—12 ч, экскреция — почками — 50 % в неизмененном виде, менее 2 % с фекалиями. Проницаемость через ГЭБ и плацентарный барьер — низкая, секреция с грудным молоком — низкая.

## Показания
- Артериальная гипертензия;
- Ишемическая болезнь сердца (стенокардия);
- Аритмия.
- Назначается больным хронической сердечной недостаточностью в комбинации с другими препаратами (ингибиторы АПФ, диуретики, сердечные гликозиды).

## Способ применения и дозы
Таблетки следует принимать внутрь не разжевывая, с небольшим количеством жидкости. Рекомендуется принимать бисопролол утром натощак или во время завтрака. Максимальная доза для взрослых — 20 мг/сут.
Если нет других указаний, то 10 мг бисопролола назначается больным артериальной гипертензией и ишемической болезнью сердца один раз в день. В начале лечения может быть назначена доза, составляющая 5 мг. Превышение дозы оправдано лишь в исключительных случаях. В любом случае дозировка подбирается индивидуально, прежде всего, с учетом успеха лечения и частоты пульса.
У пациентов с нарушениями функции печени или почек в легкой или средней форме, а также пожилых больных подбор доз обычно не требуется. Для больных с выраженным нарушением функции почек (клиренс креатинина менее 20 мл/мин) и больных с тяжелой формой нарушения функции печени не должна превышаться суточная доза 10 мг бисопролола.
Бисопролол назначают пациентам с умеренно выраженной и тяжелой хронической сердечной недостаточностью со сниженной систолической функцией (фракция выброса меньше или равно 35 % по данным эхокардиографии), находящимся в состоянии стабилизации без обострения в течение последних шести недель. Не следует изменять терапию лекарственными препаратами, назначенными ранее, в течение, по крайней мере, двух недель перед приемом бисопролола. Бисопролол назначается больным хронической сердечной недостаточностью в комбинации с ингибитором АПФ (или другим вазодилататором в случае непереносимости ингибиторов АПФ), диуретиком и, при необходимости, сердечным гликозидом. При лечении хронической сердечной недостаточности рекомендуется следующий режим дозирования: начальная доза бисопролола составляет 1,25 мг однократно в сутки в течение первой недели. В течение второй недели приема назначается 2,5 мг в сутки. На третьей неделе лечения дозировка составляет 3,75 мг в сутки. С четвёртой по восьмую неделю приема назначается 5 мг. Затем дозу увеличивают до 7,5 мг (с восьмой по двенадцатую неделю). После двенадцатой недели лечения назначается максимальная дозировка — 10 мг. Врач может скорректировать режим дозирования в зависимости от индивидуальной переносимости. После начала лечения бисопрололом в дозе 1,25 мг пациент с хронической сердечной недостаточностью должен быть обследован в течение 4 часов (артериальное давление, ЧСС, нарушения проводимости, ухудшение симптомов сердечной недостаточности).
Появление побочных эффектов может помешать назначить пациентам максимально рекомендованную дозу. При необходимости достигнутая дозировка может быть постепенно снижена. Лечение может быть прекращено, если необходимо, и затем возобновлено по такой же схеме. В случае развития непереносимости или ухудшения симптомов сердечной недостаточности во время процесса повышения дозы рекомендуется в первую очередь снизить дозу бисопролола или остановить прием препарата немедленно (в случае выраженной гипотонии, ухудшения симптомов сердечной недостаточности, сопровождающегося острым отёком лёгких, кардиогенного шока, брадикардии или атриовентрикулярной блокады).

## Передозировка
При передозировке бисопролола, проявляющейся брадикардией, артериальной гипотензией, сердечной недостаточностью, бронхоспазмом или при угрожающем замедлении частоты сердечных сокращений, лечение бисопрололом должно быть прекращено.
Лечение — симптоматическая терапия, промывание желудка и назначение активированного угля: при AV-блокаде — внутривенное введение 1—2 мг атропина, при необходимости — внутривенное введение эпинефрина, временный кардиостимулятор. При артериальной гипотензии — положение Тренделенбурга, добутамин, допамин, эпинефрин, норэпинефрин, изопреналин (для поддержания хронотропного и инотропного действия и лечения тяжелой гипотензии); если нет признаков отека легких — внутривенно плазмозамещающие растворы. При судорогах — внутривенное введение диазепама; при бронхоспазме — бета-адреностимуляторы ингаляционно.

## Противопоказания
Бисопролол не следует применять при: шоке, атриовентрикулярной блокаде II и III степени, синдроме слабости синусового узла, выраженной синоатриальной блокаде, брадикардии (пульс менее 50 ударов в минуту), выраженной гипотензии (систолическое артериальное давление ниже 90 мм рт. ст.); гиперчувствительности; склонности к бронхоспазмам (бронхиальная астма, обструктивные заболевания дыхательных путей, эмфизема); поздних стадиях нарушения периферического кровообращения (облитерирующие заболевания периферических сосудов, осложненные гангреной, перемежающейся хромотой, синдромом Рейно, болью в покое); при одновременном приеме ингибиторов МАО (исключение: ингибиторы МАО-В).

## Ограничения к применению
Следует соблюдать осторожность при:
- лечении больных сахарным диабетом со значительными колебаниями сахара в крови. Симптомы гипогликемии могут быть замаскированы;
- строгой диете;
- лечении больных с метаболическим ацидозом;
- лечении больных с тяжелой реакцией повышенной чувствительности в анамнезе;
- лечении больных с тиреотоксикозом;
- проведении десенсибилизирующей терапии;
- атрио-вентрикулярной блокаде I степени;
- вазоспастической стенокардии (стенокардии Принцметала).

При указании в анамнезе на наличие у больного или его родственников чешуйчатого лишая (псориаза) применение бета-адреноблокаторов (например, бисопролола) должно производиться только после тщательной оценки соотношения пользы и риска.
Назначение бисопролола больным с феохромоцитомой разрешается только после приема альфа-адреноблокаторов.
У больных с хронической сердечной недостаточностью бисопролол также не следует применять при обострении сердечной недостаточности или во время эпизодов декомпенсации сердечной недостаточности, при которых требуется внутривенное введение инотропных препаратов. Кроме того, для больных хронической сердечной недостаточностью противопоказано применение бисопролола при брадикардии, если пульс составляет менее 60 ударов в минуту и при гипотензии, если систолическое артериальное давление ниже 100 мм рт. ст.

### Применение во время беременности и кормления грудью
Не следует применять бисопролол при беременности и в период кормления грудью, а также для лечения детей, так как для этих случаев пока нет достаточного опыта. Если бисопролол в исключительных случаях применяется во время беременности, то лечение им должно быть прекращено за 72 ч до ожидаемого срока родов из-за возможности появления замедленного пульса, уменьшения содержания сахара в крови и угнетения дыхания новорожденного. Если это невозможно, то после родоразрешения новорожденный должен находиться под тщательным врачебным наблюдением. Симптомы гипогликемии обычно можно ожидать в течение первых 3 суток.

## Побочное действие
- Со стороны ЦНС: Особенно в начале курса лечения могут временно появиться расстройства центральной нервной системы, например, усталость, головокружение, головная боль, нарушения сна, а также психические расстройства (депрессия, редко — галлюцинации). Обычно эти явления носят легкий характер и исчезают, как правило, в течение 1—2 недель после начала лечения.
- Со стороны органов зрения: Редко — нарушение зрения, уменьшение слезотечения (следует учитывать при ношении контактных линз), конъюнктивит.
- Со стороны сердечно-сосудистой системы: В отдельных случаях отмечается снижение артериального давления при переходе из положения лежа в положение стоя (ортостатическая гипотензия), снижение частоты сердечных сокращений (брадикардия), нарушение проведения возбуждения от предсердий к желудочкам (нарушение атриовентрикулярной проводимости), декомпенсация сердечной недостаточности с развитием периферических отёков. Иногда могут наблюдаться мурашки и ощущение холода в конечностях (парестезии). В начале лечения наблюдалось усиление симптомов у больных с перемежающейся хромотой или со спазмами сосудов в области пальцев рук и ног (синдром Рейно).
- Со стороны дыхательной системы: Редко наблюдается одышка у больных со склонностью к бронхоспазмам, например, при астматическом бронхите.
- Со стороны желудочно-кишечного тракта: В отдельных случаях отмечается понос (диарея), запоры, тошнота, боли в животе, гепатит.
- Со стороны опорно-двигательного аппарата: В отдельных случаях отмечается мышечная слабость, судороги, заболевания суставов (артропатия) с поражением одного или нескольких суставов (моно- или полиартрит).
- Дерматологические реакции: Иногда — зуд; редко: покраснение кожи, потливость, сыпь.
- Со стороны мочеполовых органов: Крайне редко — нарушение потенции.
- Лабораторные показатели: Повышение уровня ферментов печени в крови (ACT, АЛТ). При сопутствующем (латентном) сахарном диабете может снизиться толерантность к глюкозе, могут быть замаскированы признаки гипогликемии (например, учащенный пульс). В отдельных случаях наблюдалось повышение уровня триглицеридов в крови.

## Особые указания и меры предосторожности
Лечение с помощью бисопролола требует регулярного врачебного контроля. Во время лечения необходимо регулярно осуществлять контроль артериального давления, частоты сердечных сокращений, ЭКГ, содержания глюкозы в сыворотке крови для больных сахарным диабетом, функции печени и почек. Курс лечения бисопрололом, как правило, является длительным. Дозировку не следует изменять без указания лечащего врача. Также нельзя прерывать лечение без указания на то лечащего врача. Лечение с помощью бисопролола нельзя прекращать внезапно, курс лечения должен заканчиваться, как правило, медленно с постепенным снижением дозы.
Это следует особенно учитывать при лечении больных с заболеванием коронарных сосудов, а также больных с хронической сердечной недостаточностью (у таких больных доза должна снижаться в два раза еженедельно). Во всех случаях длительность лечения препаратом определяет врач.
При использовании у больных с феохромоцитомой имеется риск развития парадоксальной артериальной гипертензии (если предварительно не достигнута эффективная альфа-адреноблокада).
В отдельных случаях бета-адреноблокаторы (например, бисопролол) могут вызвать развитие чешуйчатого лишая, усугубить симптомы этого заболевания или привести к похожим на чешуйчатый лишай (псориатическим) высыпаниям на коже.
У больных, которые принимают бета-адреноблокаторы, могут возникать более тяжелые формы течения реакций повышенной чувствительности.
Перед началом лечения рекомендуется проводить исследование функции внешнего дыхания у больных с отягощенным бронхо-легочным анамнезом.
Назначение в высоких дозах (блокируются бета2-адренорецепторы) маскирует признаки и симптомы, а также удлиняет длительность гипогликемии (у больных инсулинозависимым сахарным диабетом), повышает содержание гликемии (у больных инсулиннезависимым сахарным диабетом) в крови.
В случае необходимости проведения планового хирургического лечения, отмену препарата проводят за 48 ч до начала общей анестезии. При отмене следует соблюдать общее для бета-адреноблокаторов правило — снижать дозу препарата на 25 % в 3—4 дня.

## Влияние на способность управлять автомобилем и работать с механизмами
Следует соблюдать осторожность при управлении транспортом или при выполнении работы, требующей повышенного внимания. За счет индивидуального характера различных реакций может быть снижена способность управлять транспортным средством или оборудованием. В ещё большей мере это относится к начальной стадии лечения и смене препарата, а также взаимодействию с алкоголем.

## Лекарственное взаимодействие
- Бисопролол может усилить действие других, одновременно принимаемых препаратов, снижающих артериальное давление. При одновременном применении бисопролола и резерпина, альфа-метилдофы (метилдопы), клонидина, дигиталиса или гуанфацина может произойти более резкое замедление частоты сердечных сокращений. Клонидин, дигиталис, а также гуанфацин могут, кроме того, угнетать проведение возбуждения.
- При одновременном лечении клонидином его можно отменить только в том случае, если за несколько дней до этого был закончен прием бисопролола. Иначе возможно чрезмерное повышение артериального давления.
- При одновременном применении нифедипина или блокаторов кальциевых каналов типа дигидропиридина может усилиться гипотензивное действие бисопролола.
- При одновременном применении бисопролола и блокаторов кальциевых каналов типа верапамила и дилтиазема или других антиаритмических препаратов повышается риск развития AV-блокады. Показано тщательное наблюдение врача, так как возможно резкое снижение артериального давления, замедление частоты сердечных сокращений, а также развитие нарушений сердечного ритма и/или сердечной недостаточности. Поэтому во время лечения бисопрололом не следует назначать внутривенное введение антагонистов кальция и антиаритмических препаратов.
- Одновременный прием производных эрготамина (например, эрготаминсодержащие средства от мигрени) и бисопролола может привести к усилению нарушений периферического кровоснабжения.
- При одновременном применении бисопролола и инсулина или пероральных антидиабетических препаратов может усилиться действие этих медикаментов. Признаки гипогликемии (в частности, учащенный пульс) могут быть замаскированы или смягчены. Необходим регулярный контроль содержания сахара в крови. Так как из-за наркоза может ухудшиться функциональное состояние сердца, то перед хирургическим вмешательством следует проинформировать выполняющего наркоз врача о лечении бисопрололом.
- Повышает концентрацию лидокаина в плазме; сульфасалазин — повышает концентрацию бисопролола в плазме.
- При одновременном применении бисопролола и симпатомиметических средств (например, содержащихся в средствах от кашля, в каплях в нос и глазных каплях) действие бисопролола может ослабляться.
- Гипотензивный эффект ослабляют НПВП, вследствие задержки натрия и блокады синтеза простагландинов почками; эстрогены (задержка натрия); ксантины.
- При одновременном приеме бисопролола и рифампицина может незначительно сократиться период полувыведения бисопролола. Увеличение дозы обычно не требуется.
- Несовместим с ингибиторами МАО (кроме ингибиторов МАО-В).
- Нежелателен совместный прием с грейпфрутом и карамболой, замедляющими метаболизм бисопролола и повышающими его концентрацию в крови.[5]
- Несовместим с алкоголем (возможно чрезмерное снижение артериального давления, вплоть до ортостатического коллапса)[6].

## Клинические исследования бисопролола

### Исследования CIBIS
CIBIS (англ. Cardiac Insufficiency Bisoprolol Study) — название нескольких клинических исследований эффективности применения бисопролола при лечении сердечной недостаточности.
CIBIS I, проведенное в 1994 году, являлось двойным слепым рандомизированным плацебо-контролируемым. Время наблюдения — 1,9 года. Популяция: 641 больной с тяжёлой хронической сердечной недостаточностью (III—IV функционального класса). В добавление к ингибиторам ангиотензинпревращающего фермента (АПФ), мочегонным и сердечным гликозидам назначался бисопролол или плацебо. Начальная доза бисопролола — 1,25 мг/сут, «целевая» — 5 мг/сут. Бисопролол относится к группе β-адреноблокаторов. Оценивалась общая смертность больных, госпитализация по поводу декомпенсации хронической сердечной недостаточностью (ХНС).
За время наблюдения умерло 53 больных (16,6 %), леченных бисопрололом, и 67 больных, получавших плацебо (20,9 %). Таким образом было получено снижение риска общей смертности на 20 %. Однако это снижение не достигло статистически достоверной величины.
Предпринятое в дальнейшем исследование CIBIS II подтвердило способность бисопролола снижать общую смертность у больных с ХСН.
В связи с декомпенсацией ХСН были госпитализированы 19,1 % больных, леченных бисопрололом, 28 % больных в контрольной группе.
Отмечена зависимость эффективности лечения бисопрололом от этиологии ХСН: общая смертность у больных с неишемической патологией (дилятационная кардиомиопатия) составила 9,4 %, у больных получавших плацебо 20 %. У больных с ишемической этиологией ХСН (в анамнезе указание на перенесённый инфаркт миокарда) не было снижения общей смертности.
Также лечение бисопрололом было эффективнее в подгруппах пациентов с частотой сердечных сокращений > 80 в мин, более тяжёлой ХСН (IV функционального класса).
CIBIS II, проведенное в 1999 году, — второе исследование по применению бисопролола у больных с хронической сердечной недостаточностью. Исследование являлось двойным слепым рандомизированным плацебо-контролируемым. Время наблюдения — 1,4 года. Популяция: 2647 больных с хронической сердечной недостаточностью III—IV функционального класса. Начальная доза бисопролола — 1,25 мг/сут, целевая — 10 мг/сут.
Получено снижение общей смертности на 32 %, снижение риска внезапной смерти на 45 %, снижение риска госпитализации на 15 %. Также отмечена большая эффективность лечения бисопрололом при ХСН ишемической этиологии, 39 % против 15 % (в отличие от исследования CIBIS I). Лечение бисопрололом не зависело от тяжести ХСН.